# Moritz Wilhelm (Sachsen-Zeitz)

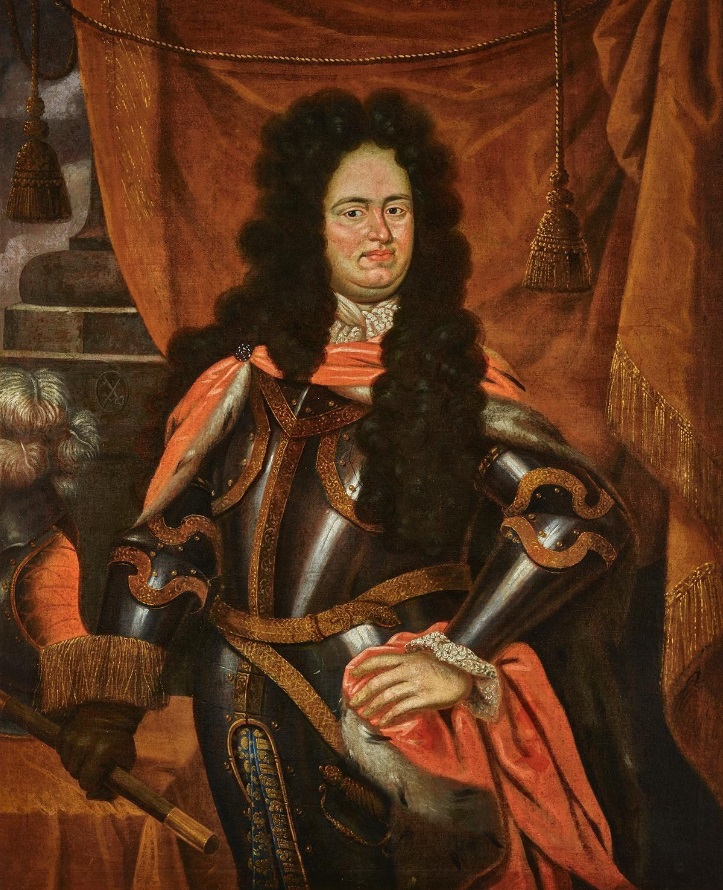
Moritz Wilhelm von Sachsen-Zeitz

Moritz Wilhelm von Sachsen-Zeitz (* 12. März 1664 auf Schloss Moritzburg in Zeitz; † 15. November 1718 auf der Osterburg in Weida) war der zweite und letzte Herzog der kursächsischen Sekundogenitur Sachsen-Zeitz. Er entstammte einer Seitenlinie der albertinischen Wettiner.

## Familie
Moritz Wilhelm war der erste Sohn des Herzogs Moritz von Sachsen-Zeitz und dessen Gemahlin Dorothea Maria, einer Tochter des Herzogs Wilhelm IV. von Sachsen-Weimar aus dessen Ehe mit Eleonore Dorothea von Anhalt-Dessau.

## Kindheit und Jugend
Moritz Wilhelm kam bereits früh in den Genuss einer standesgemäßen Bildung und Erziehung unter Aufsicht des Hofmeisters Ernst Ludwig von Pöllnitz, späterem Dompropst von Naumburg sowie kurfürstlichem Geheimen Rat und Kanzler. Dabei trat besonders sein großes Interesse für die alten Sprachen wie Griechisch und Hebräisch sowie für religionsgeschichtliche und theologische Fragen hervor, die sich auch in seinem Zusammentreffen mit dem pietistischen Erneuerer des orthodoxen Luthertums Philipp Jacob Spener in Frankfurt am Main während seiner Kavalierstour nach Frankreich 1681 zeigte. Auch korrespondierte er seit 1711 mit Gottfried Wilhelm Leibniz, der sein Meinungsbild in religiösen Fragen erheblich mitbeeinflusste und den er auch auf Schloss Moritzburg zu Gast hatte. Zugleich betrieb er auch intensive genealogische Studien und entwarf Stammbäume, um „mein Herkommen von dem Attila, von Generationen zu Generationen“ zu belegen sowie 1709 Gutachten für den sächsischen Kurfürsten Friedrich August I., die die alten wettinischen Erbansprüche auf die Königreiche Neapel und Sizilien belegen sollten.

## Regierung in Sachsen-Zeitz

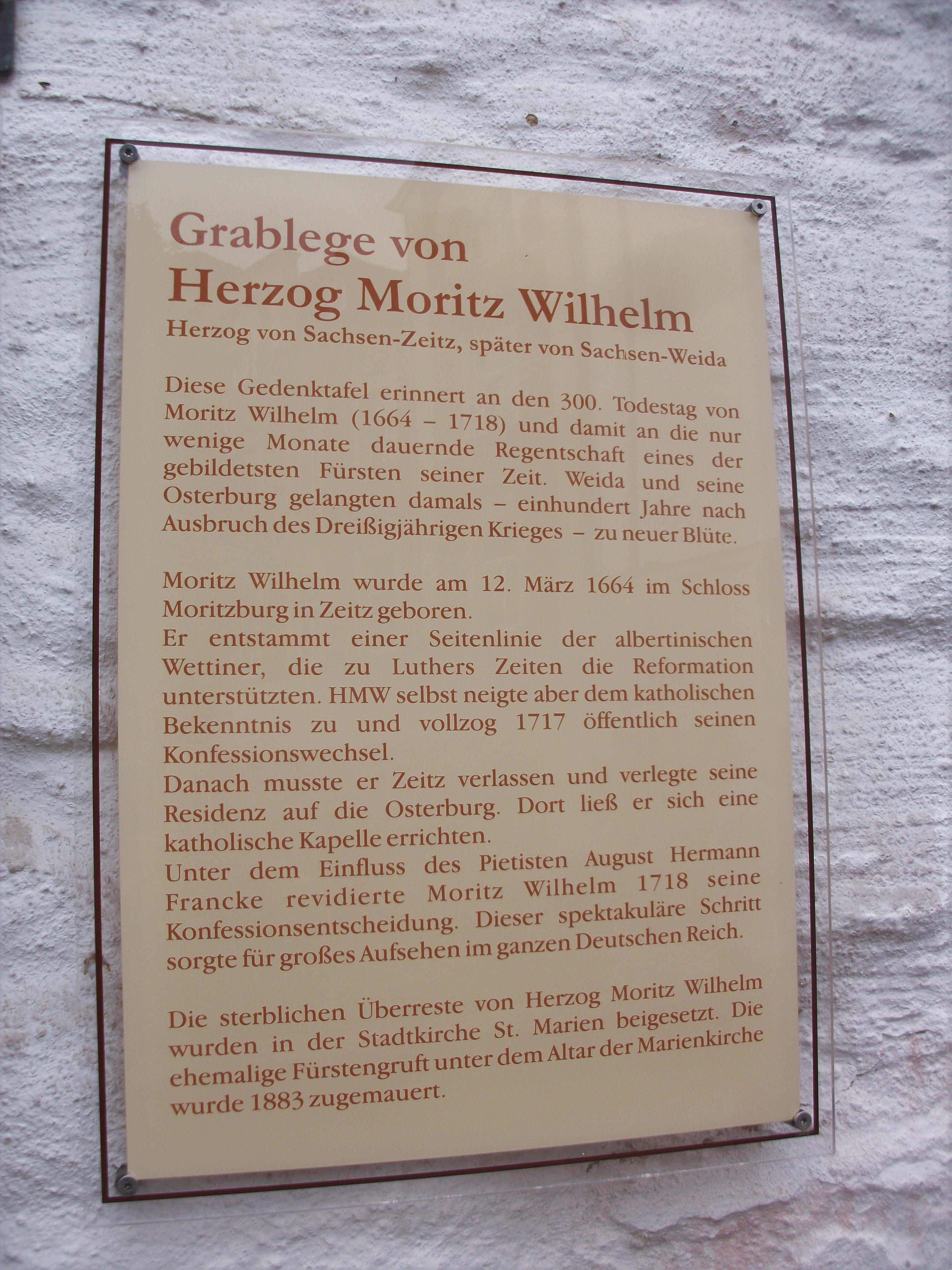
Stadtkirche Weida, Infotafel Grablege Herzog Moritz Wilhelm von Sachsen-Zeitz

Nach dem Tod des Vaters am 4. Dezember 1681 musste der erst 16-jährige Moritz Wilhelm seine Reise vorzeitig abbrechen und in seine Heimat zurückkehren. Da das Herzogtum Sachsen-Zeitz einen staatsrechtlich zersplitterten Charakter aufwies, konnte er zunächst nur im evangelischen Stiftsgebiet Naumburg-Zeitz auf Grund der Wahl durch das Domkapitel 1682 die Herrschaft antreten. Der erbländische Besitz der Sekundogenitur Sachsen-Zeitz verblieb bis 1685 unter der Vormundschaftsregierung des sächsischen Kurfürsten Johann Georg III. Da seine Möglichkeiten wegen seiner Minderjährigkeit im Herzogtum beschränkt waren und weil er seine unterbrochene Kavalierstour fortzusetzen wünschte, begab er sich schon bald danach auf eine ausgedehnte Reise nach Italien, von der erst 1684 zurückkehrte.

### Schwieriges Verhältnis zu Kursachsen
Überschattet wurde sein Regierungsantritt und die Huldigungen von Anfang an durch ein schwieriges Verhältnis zum Kurhaus in Dresden. Der Kurfürst, der auch Oberhaupt der albertinischen Linie war, betrachtete Sachsen-Zeitz – ebenso wie die anderen beiden Herzogtümer Sachsen-Weißenfels und Sachsen-Merseburg seiner Söhne – als agnatische Lehen und Sekundogenituren des Kurfürstentums und forderte stets, dass sie sich der von der Kurlinie beanspruchten Oberhoheit unterzuordnen und jedwede Souveränitätsbestrebungen zu unterlassen hätten.
Gemeinsam mit den ebenfalls unter den Restriktionen der Dresdner Hauptlinie leidenden Herzögen Christian bzw. Moritz Wilhelm von Sachsen-Merseburg suchte Moritz Wilhelm von Sachsen-Zeitz immer wieder die Unterstützung des Kaisers in Wien und auch des mit Kursachsen konkurrierenden Kurbrandenburgs, was schließlich sogar in eine für Moritz Wilhelm politisch bedeutende Heirat mit der brandenburgischen Prinzessin Maria Amalia mündete. Seine Gemahlin, die für sich die freie Ausübung ihrer calvinistisch-reformierten Religion und die Taufe der herzoglichen Kinder in diesem Bekenntnis verlangte, konnte sich so mit Hilfe des Herzogs gegen das lutherische Domkapitel durchsetzen.
Da eine Aufwertung des heterogenen Herrschaftsbereichs und andere Emanzipationsbestrebungen der Zeitzer von der Kurlinie blockiert wurden, versuchte Moritz Wilhelm durch Umwege die bis dahin verwehrte Reichsstandschaft zu erlangen. Durch Readmission des alten Stiftsvotums (d. h. Übernahme des Stimmrechts der Naumburger Bischöfe im Reichsfürstenrat), das im Zuge der Reformation und Säkularisation dauerhaft suspendiert worden war, versuchte Moritz Wilhelm das seinerzeit den Naumburger Bischöfen zustehende Stimmrecht im Reichsfürstenrat wiederzuerlangen. Obwohl der Herzog 1698 beträchtliche Zahlungen an den Kurfürsten leistete und auch der Kaiser diese Pläne unterstützte, blieb Kursachsen letztlich vertragsbrüchig und verweigerte eine Aufgabe seiner Oberhoheit über das Stift. Selbst die Hoffnungen Moritz Wilhelms, das während des Großen Nordischen Krieges im mitteldeutschen Raum präsente Schweden als Schutzmacht für sich zu gewinnen, blieben illusorisch – Kursachsen begann sogar ab 1709 damit, den politischen Druck weiter zu verstärken und ließ mehrmals Truppen nach Sachsen-Zeitz einmarschieren. Diese militärischen Machtdemonstrationen sowie der unerwartete Tod des Erbprinzen 1710 ließen Moritz Wilhelm letztlich einlenken und unter Vermittlung seines Bruders Christian August von Sachsen-Zeitz 1711 einen Vergleich mit Kursachsen schließen, in dem er gegen Geldzahlungen auf seine Bemühungen zur Erlangung von Sitz und Stimme im Reichstag verzichtete und der Einführung der kursächsischen Generalkonsumakzise im ganzen Herzogtum, einschließlich des Stifts, zustimmte. Gleichzeitig wurde Moritz Wilhelm in einem zweiten Vertrag die Anwartschaft auf das Herzogtum Kurland und Semgallen versprochen, bei dessen Eintreten er jedoch seinen gesamten Besitz an die Kurlinie hätte abtreten müssen – dieser Fall trat jedoch nie ein, da die Herzoginwitwe Anna Iwanowna sich dort weiterhin als Regentin behaupten konnte.

### Apanage für seinen Bruder
Im Jahre 1699 wies Herzog Moritz Wilhelm seinem jüngeren Bruder Friedrich Heinrich, mit dem er sein Interesse für Alchimie, Mystizismus, Schatzsuche und Magie teilte, nach dessen Vermählung das Schloss Pegau sowie Neustadt an der Orla als Wohnsitz und Paragium zu. Friedrich Heinrich war nach dem Tode des letzten Erbprinzen auch Anwärter auf die Nachfolge, starb jedoch bereits 1713 und hinterließ nur einen Sohn, der bereits in den geistlichen Stand eingetreten war, wodurch auch der Rest des erbländischen Territoriums wieder zurück an Kursachsen fiel.

### Religionswechsel
Bestärkt durch seinen ihm sehr nahestehenden geistlichen Bruder Christian August neigte Moritz Wilhelm bereits seit 1697 dem katholischen Bekenntnis zu. Die Sorge um die Administration des Stifts Naumburg, das Misstrauen seiner Gemahlin und engsten Umgebung führten jedoch dazu, dass er erst 1715 heimlich im Kloster Doxan bei Prag vor seinem Bruder den Glaubenswechsel vollzog. Christian August drängte seinen zögerlichen Bruder, sich öffentlich zu erklären, und sandte u. a. deshalb Pater Franz Heinrich Schmelzer SJ als Legationssekretär an den Zeitzer Hof. Da sich Schmelzer zunächst nicht als Jesuit zu erkennen geben konnte, galt der „verkleidete Jesuit“ der evangelischen Publizistik später als Beispiel jesuitischer Scheinheiligkeit. Als Moritz Wilhelm Anfang 1717 notgedrungen seine Konversion auf der Leipziger Pleißenburg publik machte, wandte sich das Naumburger Domkapitel an den sächsischen Kurfürsten als Erbschutzherrn und deklarierte die Sedisvakanz des evangelischen Stifts. Moritz Wilhelms Hoffnung auf die Hilfe des ebenfalls katholischen Friedrich Augusts I. und des Kaisers erwiesen sich als Illusion. Kurz darauf trat Moritz Wilhelm gegen eine lebenslange Pension von jährlich 35.000 Gulden das überschuldete Stift mit den Residenzen Naumburg und Zeitz an Kursachsen ab. Seine verkleinerte Hofhaltung verlegte er in das sächsisch-erbländische Weida und errichtete dort eine katholische Kapelle. Von Zweifeln geplagt und von allen Seiten bedrängt, revidierte Moritz Wilhelm unter dem Druck seiner Gemahlin und dem Einfluss des großen Hallenser Pietisten August Hermann Francke am 16. Oktober 1718 in Pegau seine Konfessionsentscheidung. Dieser spektakuläre Schritt sorgte reichsweit für großes Aufsehen und heftige publizistische Auseinandersetzungen zwischen den Konfessionsparteien. Mit dem überraschenden Tod des zweimaligen Konvertiten bereits wenige Wochen später fielen der erbländische und hennebergische Besitz der jüngsten albertinischen Sekundogenitur an die Kurlinie zurück.

## Moritz Wilhelm als Mäzen
Moritz Wilhelm war ein großer Förderer des Komponisten Johann Friedrich Fasch, dem er zwischen 1711 und 1712 sowohl Aufträge für die Messen im Naumburger Dom und den Hof in Zeitz als auch eine Empfehlung für den Hof in Gotha verschaffte.
Der Herzog ließ zudem ein Münzkabinett anlegen, das nach seinem Tod 1718 vom sächsischen Kurfürsten für dessen Kunstsammlungen erworben wurde.
Auch ließ er 1701 in Naumburg das Opernhaus vorm Salztor errichten.

## Tod und Begräbnis
Herzog Moritz Wilhelm starb 54-jährig am 15. November 1718 auf der Osterburg in Weida und wurde nicht im Familienbegräbnis in der Krypta der Zeitzer Schlosskirche, sondern in der Stadtkirche St. Marien zu Weida bestattet.

## Ehe und Nachkommen
Seine einzige Ehe schloss er am 25. Juni 1689 in Potsdam mit Maria Amalia von Brandenburg, verwitwete Erbprinzessin von Mecklenburg-Güstrow, der Tochter des „Großen Kurfürsten“ Friedrich Wilhelm von Brandenburg aus dessen zweiter Ehe mit Dorothea Sophie von Schleswig-Holstein-Sonderburg-Glücksburg. Seine Gemahlin überlebte ihn um 21 Jahre.
Aus der Verbindung gingen folgende Kinder hervor:
- Friederich Wilhelm (* 26. März 1690 auf Schloss Moritzburg in Zeitz; † 15. Mai 1690 ebenda), Erbprinz von Sachsen-Zeitz
- Dorothea Wilhelmine (* 20. März 1691 auf Schloss Moritzburg in Zeitz; † 17. März 1743 in Kassel), Prinzessin von Sachsen-Zeitz ⚭ (27. September 1717 in Zeitz) Wilhelm VIII., Landgraf von Hessen-Kassel
- Caroline Amalie (* 24. Mai 1693 auf Schloss Moritzburg in Zeitz; † 5. September 1694 ebenda), Prinzessin von Sachsen-Zeitz
- Sophie Charlotte (* 25. April 1695 auf Schloss Moritzburg in Zeitz; † 18. Juni 1696 ebenda), Prinzessin von Sachsen-Zeitz
- Friedrich August (* 12. August 1700 auf Schloss Moritzburg in Zeitz; † 17. Februar 1710 in Halle), Erbprinz von Sachsen-Zeitz